# Soul Vaccination: Tower of Power - Live
Soul Vaccination: Tower of Power - Live är ett livealbum av Tower of Power.

## Låtlista
Låtar där inget annat anges är skrivna av Emilio Castillo och Stephen Kupka.
1. Soul with a Capital "S" (5.04)
2. I Like Your Style (S.Kupka, E.Castillo, N.Milo) (3.43)
3. Soul Vaccination (4.56)
4. Down to the Nightclub (S.Kupka, E.Castillo, D.Garibaldi) (3.14)
5. Willing to Learn (6.06)
6. Souled Out" (S.Kupka, E.Castillo, M.McClain) (4.58)
7. Diggin' on James Brown (S.Kupka, E.Castillo, K.Kessie) (4.52)
8. To Say The Least, You're The Most (L.Williams, J.Watson) (4.35)
9. You Strike My Main Nerve (S.Kupka, E.Castillo, A.Gordon, L.Williams) (3.55)
10. Can't You See, You're Doing Me Wrong - (S.Kupka, E.Castillo, L.Williams) (3.26)
11. You Got To Funkifize (4.46)
12. So Very Hard To Go (3.49)
13. What Is Hip? (S.Kupka, E.Castillo, D.Garibladi) (6.01)
14. You're Still A Young Man (5.59)
15. So I Got To Groove (S.Kupka, E.Castillo, H.Matthews) (6.08)
16. Bonus Track: Way Down Low To The Ground (?) (4.43)

## Medverkande
- Norbert Stachel - Tenorsax
- Stephen 'Doc' Kupka - Barytonsax
- Bill Churchville - Trumpet, flygelhorn, kör
- Jesse McGuire - Trumpet, kör
- Jeff Tamelier - Gitarr, kör
- Nick Milo - Keyboards, kör
- Emilio Castillo - Tenorsax, Sång, kör
- David Garibaldi - Trummor
- Francis 'Rocco' Prestia - Elbas
- Brent Carter - Sång